# Wehnde
Wehnde település Németországban, azon belül Türingiában. Lakosainak száma 382 fő (2023. december 31.).

## Népesség
A település népességének változása:
| Lakosok száma | 382  | 387  | 374  | 384  | 382  |
|               | 2017 | 2019 | 2021 | 2022 | 2023 |